# MRPS11
MRPS11 (англ. Mitochondrial ribosomal protein S11) – білок, який кодується однойменним геном, розташованим у людей на короткому плечі 15-ї хромосоми. Довжина поліпептидного ланцюга білка становить 194 амінокислот, а молекулярна маса — 20 616.
| 10         |  | 20         |  | 30         |  | 40         |  | 50         |
| ---------- |  | ---------- |  | ---------- |  | ---------- |  | ---------- |
| MQAVRNAGSR |  | FLRSWTWPQT |  | AGRVVARTPA |  | GTICTGARQL |  | QDAAAKQKVE |
| QNAAPSHTKF |  | SIYPPIPGEE |  | SSLRWAGKKF |  | EEIPIAHIKA |  | SHNNTQIQVV |
| SASNEPLAFA |  | SCGTEGFRNA |  | KKGTGIAAQT |  | AGIAAAARAK |  | QKGVIHIRVV |
| VKGLGPGRLS |  | AMHGLIMGGL |  | EVISITDNTP |  | IPHNGCRPRK |  | ARKL       |

A: Аланін

C: Цистеїн

D: Аспарагінова кислота

E: Глутамінова кислота

F: Фенілаланін

G: Гліцин

H: Гістидин

I: Ізолейцин

K: Лізин

L: Лейцин

M: Метіонін

N: Аспарагін

P: Пролін

Q: Глутамін

R: Аргінін

S: Серин

T: Треонін

V: Валін

W: Триптофан

Кодований геном білок за функціями належить до рибонуклеопротеїнів, рибосомних білків. 
Задіяний у такому біологічному процесі, як альтернативний сплайсинг. 
Локалізований у мітохондрії.